# 곡산 연씨
곡산 연씨(谷山延氏)는 황해도 곡산군을 관향으로 여기는 한국의 성씨다.

## 역사
조선의 장군 연사종(延嗣宗)은 함흥 출생이다. 《세종실록》에 따르면 사종의 조부 곡산 연씨는 곡산 출신으로 고려 말에 함흥으로 이주하였다. 후일에 연사종은 조선의 개국공신으로 곡산부원군(谷山府院君)에 책봉되었다.
후일 무진년에 고려 우왕이 군사를 일으켜 요동을 칠 때, 조선 태조가 우군 도통사가 되고, 동향 사람이었던 연사종은 장군 진무로서 따라갔다. 조선 태조가 즉위한 그 후 연사종에게 원종 공신의 문권을 내려 주고, 또 회군 공신의 문권도 하사했다. 후일 제2차 왕자의 난에서 정안군을 왕위에 옹립하는데 기여해 왕실로부터 좌명공신 4등에 책록되었다. 이어 상장군(上將軍)·호조 전서를 거쳐 곡성군(谷城君)에 봉해졌다.
중종실록은 다음과 같이 기록하고 있다.
이번의 연정은 그의 증조가 곧 좌명공신 인데, 내사조와 외사조에 모두 현관이 있는 사람이 아니기는 합니다. 그러나 좌명공신의 후손은 사족임이 분명하니 응당 면제되어야 할 듯한데, 이는 특별한 은전이어서 감히 함부로 할 수 없기에 이렇게 아룁니다.(今者, 延侹曾祖, 乃佐命功臣, 雖非內外俱有顯官者, 然佐命之後, 則其爲士族明矣。 似可應免, 而此是特恩, 未敢擅便, 敢啓。)

신사년 봄에는 조선 태종이 좌명 공신의 호(號)를 내리고, 연후 상장군·호조 전서를 거쳐 곡성군에 봉하였고, 승진하여 판한성부사가 되었다. 경인년에 길주도 도안무찰리사 겸 동북면병마절제사로 나가게 되고, 인하여 길주목을 다스렸다. 신묘년 12월에 부상(父喪)을 당하였고, 임진년 정월에는 기복(起復)하여 동북면도순문찰리사 겸 병마절제사·영흥부윤이 되었다.
연후 조선 세종에 의해 다시 소환되어 삼군 도진무에 임명되고, 의정부 참찬을 거쳐 중군 도총제를 역임하였다.
곡산 연씨는 조선시대 무과 급제자 22명, 문과 급제자 4명을 배출하였다.

## 본관
곡산(谷山)은 황해도 북동단에 위치하는 지명으로, 본래 고구려의 십곡성(十谷城)인데 통일신라 경덕왕이 진서(鎭瑞)로 고쳤고 고려초에 곡주(谷州)로 개칭하였다. 1393년(조선 태조 2)에는 곡산으로 개칭하고 부(府)로 승격하였다. 조선 1895년에 곡산군이 되었으며, 별칭은 덕둔홀, 고곡, 진서, 상산 등이다.
《세종실록지리지》에는 곡산군의 토성(土姓)으로 우(禹)·노(盧)·강(康)·한(韓)·용(龍)·연(延) 6성이 기록되어 있다.

## 분파
- 상주공파(尙州公派) 연비
- 연안공파(延安公派) - 연정렬

| - 별좌공파(別坐公派) 연척 - 감역공파(監役公派) 연수 - 지평공파(砥平公派) 연인 - 정랑공파(正郞公派) 연학재 - 사과공파(正郞公派) 연만재 - 충위공파(忠衛公派) 연경수 - 충사공파(忠司公派) 연계희 - 교위공파(校尉公派) 연정방 | - 안음공파(安陰公派) 연충수 - 작달파(爵達派) 연정복 - 진사공파(進士公派) 연제수 - 눌문파(訥文派) 연예수 - 금당파(金塘派) 연준수 - 부위공파(副尉公派) 연학서 - 감찰공파(監察公派) 연의 | - 장영공파(掌令公派) - 연정설 - 주부공파(主簿公派) 연방보 - 호군공파(護軍公派) 연방필 - 첨정공파(僉正公派) 연탁 - 목사공파(牧使公派) 연간 - 옥천공파(沃川公派) - 연정결 - 판서공파(判書公派) - 연사준 - 승지공파(承旨公派) - 연사화 |

## 집성촌
- 서울특별시 노원구 하계동
- 서울특별시 관악구 신림동
- 경기도 광주시 도척면 노곡리
- 경기도 포천시 군내면 직두1리
- 충청북도 증평군 증평읍 사곡리
- 충청북도 증평군 도안면 화성리
- 충청북도 음성군 원남면 조촌리
- 충청북도 청주시 모충동
- 충청북도 진천군 초평면 진암리
- 평안남도 평양시 강동구

## 항렬자
| 24世   | 25世   | 26世   | 27世   | 28世   | 29世   | 30世   | 31世   | 32世   | 33世   | 34世          | 35世          | 36世          | 37世          | 38世          |
| ------ | ------ | ------ | ------ | ------ | ------ | ------ | ------ | ------ | ------ | ------------- | ------------- | ------------- | ------------- | ------------- |
| 會(회) | 鐘(종) | 羽(우) | 秉(병) | 熙(희) | 圭(규) | 欽(흠) | 濟(제) | 模(모) | 應(응) | 基(기) 均(균) | 鎬(호) 鏞(용) | 永(영) 澤(택) | 相(상) 采(채) | 勳(훈) 烈(열) |